# Modhera
Modhera (Gujarati મોઢેરા) ist ein größeres Dorf mit etwa 6.400 Einwohnern (Zensus 2011) im Zentrum des indischen Bundesstaats Gujarat. Es ist bekannt wegen seines Surya-Tempels aus dem frühen 11. Jahrhundert.

## Lage
Modhera liegt am Fluss Pushpavati etwa 34 km (Fahrtstrecke) südlich der Stadt Patan bzw. knapp 100 km nordwestlich von Ahmedabad in einer Höhe von ca. 58 m ü. d. M. Der nächstgelegene Bahnhof befindet sich in der etwa 25 km östlich gelegenen Stadt Mehsana. Die kleine, aber von vielen Hindus besuchte Pilgerstadt Becharaji liegt etwa 15 km südwestlich. Der im Jahr 2008 eingeweihte Narmada-Kanal fließt unweit des Ortes vorbei. Das Klima ist meist heiß; Regen fällt nur in der sommerlichen Monsunzeit.

## Bevölkerung
Offizielle Bevölkerungsstatistiken werden erst seit 1991 geführt und veröffentlicht. Der Anstieg der kleinstädtischen Bevölkerungszahlen beruht im Wesentlichen auf der Zuwanderung von Familien aus dem Umland.
| Jahr      | 1991  | 2001  | 2011  |
| Einwohner | k. A. | 5.908 | 6.373 |

Die Gujarati und Hindi sprechende Bevölkerung besteht zu etwa 95 % aus Hindus und zu 5 % aus Moslems; andere Glaubensgruppen spielen unter der Landbevölkerung Indiens kaum eine Rolle. Wie in Indien üblich, ist der männliche Bevölkerungsanteil etwa 10 % höher als der weibliche.

## Wirtschaft
Traditionell spielt die Landwirtschaft eine wichtige Rolle im gesamten Distrikt von Mehsana; in den Städten oder größeren Orten sind auch Handwerk, Kleinhandel und Dienstleistungen von Bedeutung. Der Tempeltourismus spielt eine untergeordnete Rolle.
Im Rahmen eines von der indischen Regierung und der Regierung Gujarats ab 2019 finanzierten Pilotprojekts wurde die Stromversorgung des gesamten Dorfs auf Sonnenenergie umgestellt. Dazu wurde mehr als 1.300 Haushalten jeweils eine 1-KW-Solaranlage auf dem Dach installiert. Hinzu kamen 316-kW-Solaranlagen auf verschiedenen Regierungsgebäuden, 6-MW-Solaranlagen auf dem Boden und ein 6-MW-Batterie-Energiespeichersystem im sechs Kilometer entfernten Ort Sujanpur. Der Ort Modhera wurde damit zum Netto-Energieerzeuger und speist die überschüssige Energie in das Netz ein. Am 9. Oktober 2022 erklärte Premierminister Narendra Modi Modhera zum ersten rein durch Sonnenenergie versorgten Dorf Indiens.

## Geschichte
Das auch in früherer Zeit ziemlich abgelegene Dorf gehörte im Mittelalter zum Solanki-Reich, das sich jedoch im 11. Jahrhundert zunehmend Angriffen islamischer Heere ausgesetzt sah. Im Jahr 1026 plünderte und zerstörte Mahmud von Ghazni den bedeutenden Shiva-Tempel von Somnath. Vielleicht steht die beinahe gleichzeitige Errichtung des Sonnentempels in einem unmittelbaren Zusammenhang.

## Sehenswürdigkeiten

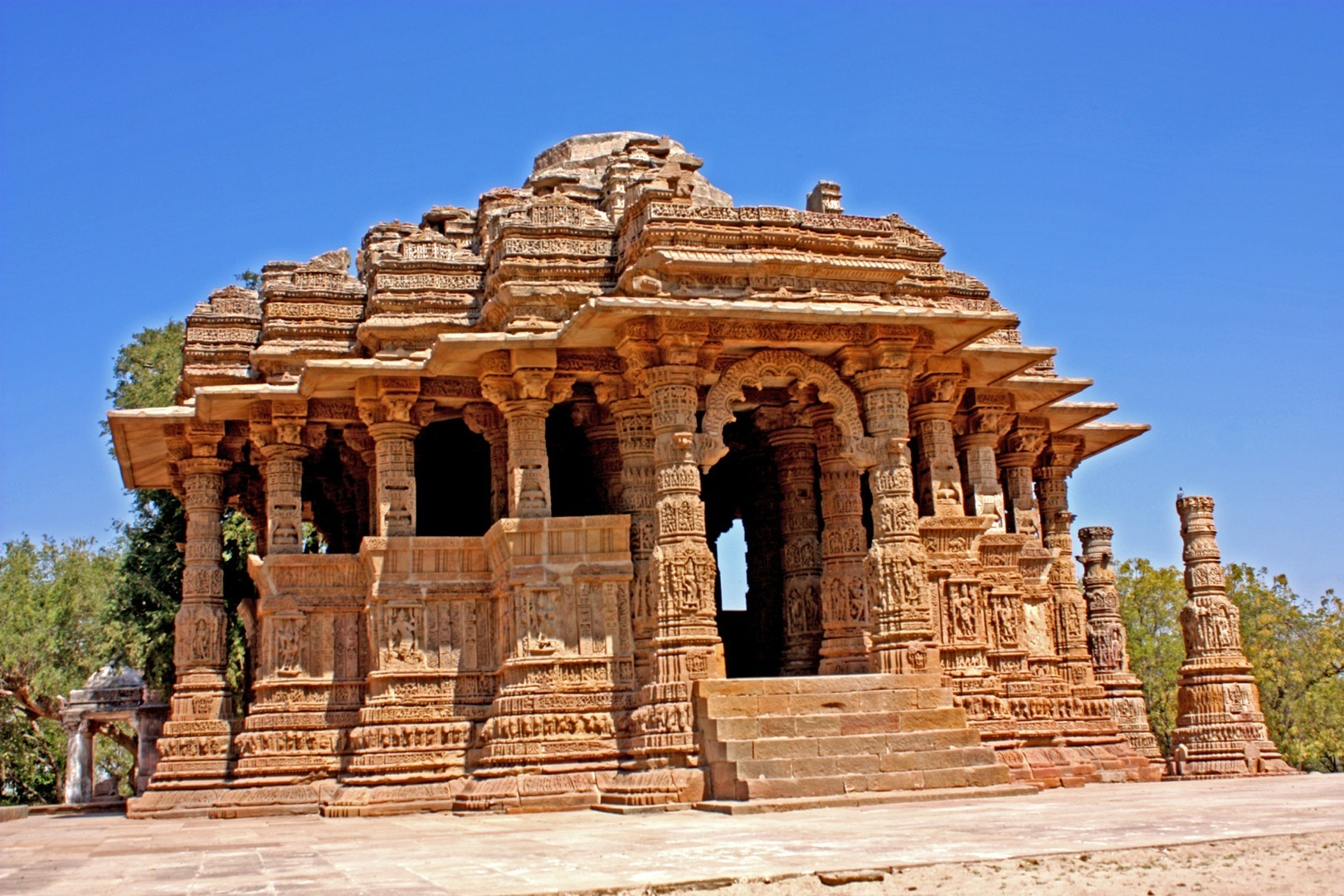
Sabha Mandap

Der etwa 500 m westlich des Ortes gelegene und in den Jahren um 1026–1030 während der Herrschaft des Solanki-Königs Bhimadeva I. (reg. 1022–1064) erbaute Sonnentempel (Surya-Mandir) ist einer der bedeutendsten Sakralbauten Gujarats und ganz Indiens; er dient jedoch heute nicht mehr kultischen Zwecken, sondern steht unter der Verwaltung des Archaeological Survey of India. Der Bau besteht im Wesentlichen aus vier Teilen – einem auf allen vier Seiten von prismenartigen Treppenstufen und kleinen Schreinen umgebenen Tempelteich (Surya-Kund), zwei reich skulptierten Seitenpfeilern eines ehemaligen Torana-Tors, einer um mehrere Stufen erhöhten und nach allen Seiten hin offenen und von vielen Pfeilern getragenen Versammlungshalle (Sabha-Mandap) und dem eigentlichen Tempelbau (Guda-Mandap), bestehend aus einem seitlich offenen Eingangsportikus, einer Vorhalle (mandapa) mit 52 Säulen und einer Kragkuppel mit hängendem Schlussstein (Abhängling) sowie dem annähernd gleich großen Sanktumsbereich, bestehend aus einer turm- und fensterlosen Cella (garbhagriha) und einem inneren Umgang (pradakshinapatha). Die Außenwände von Sabha Mandap und Guda Mandap sind überreich mit Figuren- und Dekorreliefs skulptiert.

## Feste
Bei dem alljährlich von der Tourism Corporation of Gujarat organisierten und in der dritten Januarwoche stattfindenden Tanzfestival kommen viele Menschen aus beinahe allen Kulturkreisen in Modhera zusammen.